# Heinrich Kempf (Ingenieur)
Heinrich Kempf (* 20. Februar 1905 in Herisau; † 28. Februar 1993 ebenda; heimatberechtigt in Flüelen, ab 1922 in Herisau) war ein Schweizer Maschinenbauingenieur und Unternehmer aus dem Kanton Appenzell Ausserrhoden.

## Leben
Heinrich Kempf war ein Sohn von Heinrich Kempf, Gründer der Metallbaufirma Kempf in Herisau, und Emilie Emma Platz. Im Jahr 1936 heiratete er Elsa Spreiter, Tochter von Johannes Spreiter, Lehrer.
Er machte eine Mechanikerlehre in Winterthur. Von 1923 bis 1925 absolvierte er ein Maschineningenieur-Studium in Mittweida (Sachsen). Im Jahr 1925 trat er in die väterliche Firma ein. Diese wurde 1943 in eine Aktiengesellschaft umgewandelt.
Nach dem Tod seines Vaters übernahm er im Jahr 1955 zusammen mit seinem Bruder die Firmenleitung. Familiäre Kompetenzkonflikte schränkten Kempfs Handlungsspielraum stark ein. Im Jahr 1973 wurde er von den Geschwistern aus der Geschäftsleitung abgewählt. Die Konflikte leiteten nach der Rezession von 1973 bis 1974 den Niedergang des über 120 Beschäftigte zählenden Unternehmens ein.
Ab 1943 bis 1949 sass Kempf in Herisau im Gemeinderat. Von 1955 bis 1966 präsidierte er den Industrieverein Appenzell Ausserrhoden. Ab 1966 bis 1982 war er Präsident der Appenzellischen Gemeinnützigen Gesellschaft.